# Список олімпійських чемпіонів України
Нижче наведено список усіх олімпійських чемпіонів незалежної України під час виступів окремою командою, тобто починаючи з зимових Олімпійських ігор 1994 року. Усього золоті медалі Олімпіад отримали 47 спортсменів (41 на літніх Олімпійських іграх і 6 на зимових). У списку спортсмени відсортовані за кількістю золотих олімпійських медалей, а потім за алфавітом.

## Олімпійські ігри
Першою олімпійською чемпіонкою в історії виступів України окремою країною стала фігуристка Оксана Баюл, першим чемпіоном літніх Олімпійських ігор став борець греко-римського стилю В'ячеслав Олійник.
| ПІБ                                    | Фото                    | Вид спорту                      | К-сть | Дата                                                          | Вік                                                                 | Примітка                            |
| -------------------------------------- | ----------------------- | ------------------------------- | ----- | ------------------------------------------------------------- | ------------------------------------------------------------------- | ----------------------------------- |
| Клочкова Яна Олександрівна             | Яна Клочкова            | Плавання                        | 4     | 16 вересня 2000 19 вересня 2000 14 серпня 2004 17 серпня 2004 | 18 років, 40 днів 18 років, 43 дні 22 роки, 7 днів 22 роки, 10 днів |                                     |
| Ломаченко Василь Анатолійович          | Василь Ломаченко        | Бокс                            | 2     | 23 серпня 2008 12 серпня 2012                                 | 20 років, 188 днів 24 роки, 177 днів                                |                                     |
| Подкопаєва Лілія Олександрівна         | Лілія Подкопаєва        | Спортивна гімнастика            | 2     | 25 липня 1996 29 липня 1996                                   | 17 років, 345 днів 17 років, 349 днів                               |                                     |
| Харлан Ольга Геннадіївна               | Ольга Харлан            | Фехтування                      | 2     | 14 серпня 2008 3 серпня 2024                                  | 17 років, 345 днів 33 роки, 334 дні                                 | Обидві у складі команди             |
| Чебан Юрій Володимирович               | Юрій Чебан              | Веслування на байдарках і каное | 2     | 11 серпня 2012 18 серпня 2016                                 | 26 років, 37 днів 30 років, 44 дні                                  |                                     |
| Абраменко Олександр Володимирович      |                         | Фристайл                        | 1     | 18 лютого 2018                                                | 29 років, 290 днів                                                  |                                     |
| Айвазян Артур Суренович                |                         | Стрільба                        | 1     | 15 серпня 2008                                                | 35 років, 214 днів                                                  |                                     |
| Бакастова Юлія Олександрівна           | Юлія Бакастова          | Фехтування                      | 1     | 3 серпня 2024                                                 | 28 років, 38 днів                                                   | У складі команди                    |
| Баюл Оксана Сергіївна                  | Оксана Баюл             | Фігурне катання                 | 1     | 25 лютого 1994                                                | 16 років, 101 день                                                  |                                     |
| Беленюк Жан Венсанович                 | Жан Беленюк             | Боротьба                        | 1     | 4 серпня 2021                                                 | 30 років, 192 дні                                                   |                                     |
| Браславець Євген Анатолійович          |                         | Вітрильний спорт                | 1     | 1 серпня 1996                                                 | 23 роки, 325 днів                                                   | У складі екіпажу з Матвієнком І. Г. |
| Верняєв Олег Юрійович                  | Олег Верняєв            | Спортивна гімнастика            | 1     | 16 серпня 2016                                                | 22 роки, 322 дні                                                    |                                     |
| Гладир (Хомрова) Олена Миколаївна      | Олена Хомрова           | Фехтування                      | 1     | 14 серпня 2008                                                | 21 рік, 90 днів                                                     | У складі команди                    |
| Гончаров Валерій Володимирович         | Валерій Гончаров        | Спортивна гімнастика            | 1     | 23 серпня 2004                                                | 26 років, 339 днів                                                  |                                     |
| Дементьєва Яна Михайлівна              | Яна Дементьєва          | Академічне веслування           | 1     | 1 серпня 2012                                                 | 33 роки, 283 дні                                                    | У складі екіпажу                    |
| Джіма Юлія Валентинівна                |                         | Біатлон                         | 1     | 21 лютого 2014                                                | 23 роки, 155 днів                                                   | У складі команди                    |
| Добринська Наталія Володимирівна       | Наталія Добринська      | Легка атлетика                  | 1     | 16 серпня 2008                                                | 26 років, 79 днів                                                   |                                     |
| Довгодько Наталія Вікторівна           | Наталія Довгодько       | Академічне веслування           | 1     | 1 серпня 2012                                                 | 21 рік, 176 днів                                                    | У складі екіпажу                    |
| Жовнір Ольга Богданівна                | Ольга Жовнір            | Фехтування                      | 1     | 14 серпня 2008                                                | 19 років, 67 днів                                                   | У складі команди                    |
| Кличко Володимир Володимирович         | Володимир Кличко        | Бокс                            | 1     | 4 серпня 1996                                                 | 20 років, 132 дні                                                   |                                     |
| Коженкова Анастасія Миколаївна         | Анастасія Коженкова     | Академічне веслування           | 1     | 1 серпня 2012                                                 | 26 років, 195 днів                                                  | У складі екіпажу                    |
| Комащук Аліна Іванівна                 | Аліна Комащук           | Фехтування                      | 1     | 3 серпня 2024                                                 | 31 рік, 101 день                                                    | У складі команди                    |
| Костевич Олена Дмитрівна               | Олена Костевич          | Стрільба                        | 1     | 15 серпня 2004                                                | 19 років, 123 дні                                                   |                                     |
| Кравацька Олена Віталіївна             | Олена Кравацька         | Фехтування                      | 1     | 3 серпня 2024                                                 | 32 роки, 42 дні                                                     | У складі команди                    |
| Кравець Інеса Миколаївна               | Інеса Кравець           | Легка атлетика                  | 1     | 31 липня 1996                                                 | 29 років, 300 днів                                                  |                                     |
| Магучіх Ярослава Олексіївна            | Ярослава Магучіх        | Легка атлетика                  | 1     | 4 серпня 2024                                                 | 22 роки, 320 днів                                                   |                                     |
| Матвієнко Ігор Григорович              | Ігор Матвієнко          | Вітрильний спорт                | 1     | 1 серпня 1996                                                 | 25 років, 76 днів                                                   | У складі екіпажу з Браславцем Є. А. |
| Микульчин-Мерлені Іріні Олексіївна     | Іріні Мерлені           | Боротьба                        | 1     | 23 серпня 2004                                                | 22 роки, 197 днів                                                   |                                     |
| Мільчев Микола Миколайович             | Микола Мільчев          | Стрільба                        | 1     | 23 вересня 2000                                               | 32 роки, 325 днів                                                   |                                     |
| Нікітін Юрій Вікторович                | Юрій Нікітін            | Стрибки на батуті               | 1     | 21 серпня 2004                                                | 26 років, 37 днів                                                   |                                     |
| Олійник В'ячеслав Миколайович          |                         | Боротьба                        | 1     | 23 липня 1996                                                 | 30 років, 87 днів                                                   |                                     |
| Осипенко-Радомська Інна Володимирівна  | Інна Осипенко-Радомська | Веслування на байдарках і каное | 1     | 23 серпня 2008                                                | 25 років, 338 днів                                                  |                                     |
| Петрів Олександр Святославович         | Олександр Петрів        | Стрільба                        | 1     | 16 серпня 2008                                                | 34 роки, 11 днів                                                    |                                     |
| Підгрушна Олена Михайлівна             | Олена Підгрушна         | Біатлон                         | 1     | 21 лютого 2014                                                | 27 років, 43 дні                                                    | У складі команди                    |
| Пундик Галина Василівна                | Галина Пундик           | Фехтування                      | 1     | 14 серпня 2008                                                | 20 років, 281 день                                                  | У складі команди                    |
| Рубан Віктор Геннадійович              | Віктор Рубан            | Стрільба з лука                 | 1     | 15 серпня 2008                                                | 27 років, 83 дні                                                    |                                     |
| Семеренко Валентина Олександрівна      | Валентина Семеренко     | Біатлон                         | 1     | 21 лютого 2014                                                | 28 років, 34 дні                                                    | У складі команди                    |
| Семеренко Віта Олександрівна           | Віта Семеренко          | Біатлон                         | 1     | 21 лютого 2014                                                | 28 років, 34 дні                                                    | У складі команди                    |
| Серебрянська Катерина Олегівна         | Катерина Серебрянська   | Художня гімнастика              | 1     | 4 серпня 1996                                                 | 18 років, 284 дні                                                   |                                     |
| Скакун Наталія Анатоліївна             |                         | Важка атлетика                  | 1     | 18 серпня 2004                                                | 23 роки, 15 днів                                                    |                                     |
| Таймазов Тимур Борисович               |                         | Важка атлетика                  | 1     | 29 липня 1996                                                 | 25 років, 325 днів                                                  |                                     |
| Тедеєв Ельбрус Сосланович              | Ельбрус Тедеєв          | Боротьба                        | 1     | 28 серпня 2004                                                | 29 років, 267 днів                                                  |                                     |
| Усик Олександр Олександрович           | Олександр Усик          | Бокс                            | 1     | 11 серпня 2012                                                | 25 років, 207 днів                                                  |                                     |
| Футрик (Тарасенко) Катерина Миколаївна | Катерина Тарасенко      | Академічне веслування           | 1     | 1 серпня 2012                                                 | 24 роки, 361 день                                                   | У складі екіпажу                    |
| Хижняк Олександр Олександрович-мол.    | Олександр Хижняк        | Бокс                            | 1     | 7 серпня 2024                                                 | 29 років, 4 дні                                                     |                                     |
| Шаріпов Рустам Халімджанович           | Рустам Шаріпов          | Спортивна гімнастика            | 1     | 29 липня 1996                                                 | 25 років, 57 днів                                                   |                                     |
| Шемякіна Яна Володимирівна             |                         | Фехтування                      | 1     | 30 липня 2012                                                 | 26 років, 207 днів                                                  |                                     |

18 серпня 2004 року золоту медаль здобув легкоатлет Юрій Білоног, однак 5 грудня 2012 року рішенням виконкому МОК він був позбавлений медалі через виявлений у допінг-пробі заборонений препарат.
6 серпня 2012 року золоту медаль здобув важкоатлет Олексій Торохтій, однак 19 грудня 2019 року рішенням Дисциплінарної комісії МОК він був позбавлений медалі через виявлений у допінг-пробі заборонений препарат.
Загалом золоті медалі для України здобували 47 спортсменів: 20 чоловіків і 27 жінок (у тому числі 6 на зимових Олімпійських іграх), з них одна спортсменка ставала чемпіонкою 4 рази, ще четверо (два спортсмени і дві спортсменки) — по два рази. Рустам Шаріпов двічі ставав олімпійським чемпіоном, представляючи різні країни: 1992 року він став чемпіоном як представник Об'єднаної команди, а 1996 — як представник України.
17 спортсменів і спортсменок здобували медалі у складі команд або екіпажів (загалом п'ять командних медалей).
Наймолодшою чемпіонкою на момент здобуття медалі стала фігуристка Оксана Баюл, яка виборола медаль у віці 16 років і 101 день, наймолодшими чемпіонками літніх Ігор стали Лілія Подкопаєва та Ольга Харлан (обидві здобули перші золоті медалі у віці 17 років і 345 днів), найстаршим олімпійським чемпіоном став Артур Айвазян, що здобув медаль у віці 35 років і 214 днів.
Наймолодшим чемпіоном на сьогоднішній день є Ярослава Магучіх (23 роки, 326 днів), найстаршим — В'ячеслав Олійник (59 років, 106 днів).

## Юнацькі Олімпійські ігри
На юнацьких Олімпійських іграх золоті медалі здобули 25 спортсменів з України, в тому числі 6 спортсменів в складі змішаних команд (в команді беруть участь спортсмени з різних країн, тому ця медаль не зараховується до медального заліку України).
| ПІБ                            | Вид спорту            | К-сть зол. медалей | Дата                          | Вік                                   | Примітка                                                                |
| ------------------------------ | --------------------- | ------------------ | ----------------------------- | ------------------------------------- | ----------------------------------------------------------------------- |
| Говоров Андрій Андрійович      | Плавання              | 2                  | 18 серпня 2010 19 серпня 2010 | 18 років, 130 днів 18 років, 131 день |                                                                         |
| Степко Олег Сергійович         | Спортивна гімнастика  | 2                  | 21 серпня 2010 22 серпня 2010 | 16 років, 149 днів 16 років, 150 днів |                                                                         |
| Чорній Катерина Юріївна        | Фехтування            | 2                  | 8 жовтня 2018 10 жовтня 2018  | 17 років, 30 днів 17 років, 32 дні    | Одна медаль індивідуальна, одна у складі змішаної команди               |
| Бабій Єлизавета Іванівна       | Легка атлетика        | 1                  | 23 серпня 2014                | 17 років, 30 днів                     |                                                                         |
| Гаджиєв Раміль Газанфарович    | Бокс                  | 1                  | 27 серпня 2014                | 16 років, 282 дні                     |                                                                         |
| Дерун Катерина Олександрівна   | Легка атлетика        | 1                  | 22 серпня 2010                | 16 років, 332 дні                     |                                                                         |
| Дмитренко Христина Романівна   | Біатлон               | 1                  | 16 лютого 2016                | 16 років, 321 день                    |                                                                         |
| Зевіна Дарина Юріївна          | Плавання              | 1                  | 16 серпня 2010                | 15 років, 349 днів                    |                                                                         |
| Іваненко Валерія Олександрівна | Легка атлетика        | 1                  | 15 жовтня 2018                | 17 років, 60 днів                     |                                                                         |
| Калініна Ангеліна Сергіївна    | Теніс                 | 1                  | 23 серпня 2014                | 17 років, 197 днів                    | У парі з Шиманович І. В. з Білорусі                                     |
| Коростильов Павло Сергійович   | Кульова стрільба      | 1                  | 18 серпня 2014                | 16 років, 286 днів                    |                                                                         |
| Кохан Михайло Сергійович       | Легка атлетика        | 1                  | 15 жовтня 2018                | 17 років, 266 днів                    |                                                                         |
| Кузнецов Антон                 | Сучасне п'ятиборство  | 1                  | 26 серпня 2014                | 17 років, 248 днів                    | У складі змішаної естафетної команди з Мігейш Тейшейрою М. з Португалії |
| Кушніров Денис В'ячеславович   | Стрільба              | 1                  | 24 серпня 2010                | 18 років, 193 дні                     |                                                                         |
| Левченко Юлія Андріївна        | Легка атлетика        | 1                  | 24 серпня 2014                | 16 років, 269 днів                    |                                                                         |
| Лященко Ігор Олегович          | Легка атлетика        | 1                  | 22 серпня 2010                | 16 років, 363 дні                     |                                                                         |
| Магучіх Ярослава Олексіївна    | Легка атлетика        | 1                  | 15 жовтня 2018                | 17 років, 26 днів                     |                                                                         |
| Малявіна Анастасія Русланівна  | Плавання              | 1                  | 22 серпня 2014                | 16 років, 235 днів                    |                                                                         |
| Піскунов Гліб Едуардович       | Легка атлетика        | 1                  | 24 серпня 2014                | 15 років, 272 дні                     |                                                                         |
| Романчук Михайло Михайлович    | Плавання              | 1                  | 17 серпня 2014                | 18 років, 10 днів                     |                                                                         |
| Сатін Олександр Володимирович  | Стрибки на батуті     | 1                  | 20 серпня 2010                | 16 років, 349 днів                    |                                                                         |
| Спас Анастасія Юріївна         | Сучасне п'ятиборство  | 1                  | 24 серпня 2010                | 16 років, 272 дні                     | У складі змішаної естафетної команди з Шугаровим І. С. з Росії          |
| Тищенко Іван Володимирович     | Академічне веслування | 1                  | 8 жовтня 2018                 | 18 років, 18 днів                     |                                                                         |
| Трошкін Володимир Андрійович   | Хокей 3×3             | 1                  | 15 січня 2020                 | 15 років, 166 днів                    | У складі змішаної команди                                               |
| Чепурний Назар Вячеславович    | Спортивна гімнастика  | 1                  | 10 жовтня 2018                | 16 років, 37 днів                     | У складі змішаної команди                                               |

Усього золоті медалі здобували 14 хлопців і 11 дівчат. Двоє хлопців і 1 дівчина здобули по 2 медалі.
Наймолодшим чемпіоном на момент здобуття медалі став легкоатлет Володимир Трошкін, який виборов медаль у віці 15 років і 166 днів, найстаршим чемпіоном став стрілець Денис Кушніров, що здобув медаль у віці 18 років і 193 дні.
Ярослава Магучіх — єдина українка, яка стала чемпіонкою юнацьких і дорослих Олімпійських ігор.